# Neapoli-Sykies
Neapoli-Sykies  (Grieks: Νεάπολη-Συκιές) is sedert 2011 een fusiegemeente (dimos) in de Griekse bestuurlijke regio (periferia) Centraal-Macedonië.
De vier deelgemeenten (dimotiki enotita) van de fusiegemeente zijn:
- Agios Pavlos (Άγιος Παύλος)
- Neapoli (Νεάπολη)
- Pefka (Πεύκα)
- Sykies (Συκιές)